# Коченов, Михаил Михайлович
Коченов Михаил Михайлович (1935—1999) — российский психолог, специалист в области клинической и юридической психологии, доктор психологических наук (1991), старший советник юстиции (1995), член комиссии по помилованию при Президенте Российской Федерации (1992—1999). В 1959 году закончил Московский государственный педагогический институт. Научный руководитель — Зейгарник, Блюма Вульфовна.
С 1968 года — сотрудник Всесоюзного института по изучению причин и разработке мер предупреждения преступности при Генеральной Прокуратуре СССР (Научно-исследовательский институт проблем укрепления законности и правопорядка при Генеральной Прокуратуре РФ).
1992—1997 гг. — заведующий отделом правовой психологии этого института. Защитил кандидатскую диссертацию "Нарушение смыслообразования при шизофрении" (1970), результаты которой были представлены в монографии "Мотивация при шизофрении". Преподавал на факультете психологии Московского государственного университета. 
Каждый год в Московском государственном педагогическом институте при участии Национального медицинского института имени Сербского проводятся коченовские чтения. 

## Сочинения
Коченов, Михаил Михайлович. Судебно-психологическая экспертиза [Текст]: теория и практика: избранные труды / М. М. Коченов. — Москва: Генезис, 2010. — 351 с.: портр.; 21 см.; ISBN 978-5-98563-233-0